# Melvin Platje
Melvin Platje (* 16. Dezember 1988 in Naarden, Nordholland) ist ein niederländischer Fußballspieler.

## Karriere
Platje stammt aus einer Familie, in der sich bei den männlichen Mitgliedern – Melvin, seine jüngeren Zwillingsbrüder, ihr Vater und ein Onkel – alles um Fußball drehte. Melvin Platjes erster Verein war SDO in seinem Heimatort Bussum. Von dort kam er über die Jugend des FC Omniworld mit 16 Jahren zur SV Huizen, bei der er gemeinsam mit Nordin Amrabat im Sturm die Meisterschaft holte. Noch als A-Jugendlicher wechselte er zum FC Volendam. In einer Juniorenbegegnung gegen Ajax Amsterdam machte er durch einen Treffer von der Mittellinie aus auf sich aufmerksam. Bei den Volendamern gab er unter Trainer Stanley Menzo 18-jährig sein Profidebüt in der Eerste Divisie am 24. August 2007 gegen den FC Zwolle. In elf Zweitligabegegnungen der Saison 2007/08 erzielte er sein einziges Tor am 7. September 2007, die 1:0-Führung im Auswärtsspiel bei SC Cambuur-Leeuwarden; Volendam verlor das Spiel nach seiner Auswechslung in den Schlussminuten mit 1:2.
Sein Durchbruch kam nach dem Aufstieg in der Eredivisie-Saison 2008/09; Platje wurde in 32 Ligaspielen eingesetzt. Für Aufsehen sorgte er allerdings zunächst mit Negativschlagzeilen. In zwei aufeinander folgenden Eredivisie-Heimspielen Ende Oktober und Anfang November 2008, beim 2:2 gegen Willem II Tilburg und beim 3:1-Sieg über De Graafschap, erzielte er seine ersten beiden Tore in der höchsten Spielklasse. Bei beiden Treffern nahm er jedoch die Hand zu Hilfe, was die jeweiligen Schiedsrichter übersahen. Diese beiden und fünf weitere Tore konnten jedoch den direkten Wiederabstieg des „anderen Oranjeteams“, wie Volendam aufgrund der Vereinsfarben genannt wird, nicht verhindern. Im KNVB-Pokalwettbewerb erreichte Volendam in dieser Saison das Halbfinale – auch dank eines glänzend aufgelegten Platje, der im Viertelfinale gegen Roda JC als „Joker“ Ausgleichs- und Siegtreffer zum 3:2 nach Verlängerung erzielte. Platjes Trainer in der Saison, Frans Adelaar, sah Ähnlichkeiten zwischen Platjes Spielanlage und der von Dirk Kuyt, den er beim FC Utrecht trainiert hatte.
In den folgenden zwei Spielzeiten in der Eerste Divisie konnte der junge, nur 1,77 Meter große Stürmer sich weiterentwickeln. Nach 14 Treffern in der Saison 2009/10 kam er 2010/11 mit 21 Ligatreffern auf Platz drei der Torschützenliste. Platje ist auf allen Positionen im Angriff einsetzbar, ist aber insbesondere im Strafraum als Schütze ebenso gefährlich wie als Vorbereiter. Zur Saison 2011/12 unterzeichnete der 22-Jährige, um den auch Heracles Almelo gebuhlt hatte, einen Zweijahresvertrag – mit Option des Vereins auf ein weiteres Jahr – bei Ehrendivisionär N.E.C. Bei seinem Heimspieldebüt in Nijmegen erzielte er beide Treffer zum 2:0-Sieg über Excelsior, den vorherigen Verein seines Trainers Alex Pastoor.
Nachdem er bei diversen Klubs im In- und Ausland gespielt hatte, wechselte er im Februar 2016 nach Deutschland zum Drittligisten Hansa Rostock. Für Rostock spielte er bis Ende Januar 2017. Im Februar 2017 ging er nach Belgien, wo er sich dem Lommel United anschloss. Im Sommer 2017 wechselte er zurück in die Niederlande zu Telstar.
Im Sommer 2018 wechselte er nach Indonesien zu Bali United. Mit dem Verein gewann er 2019 die indonesische Meisterschaft. Von Februar 2021 bis Juli 2021 spielte er zur Leihe bei BV De Graafschap. Er kehrte nach Indonesien zu Bali United zurück und wechselte er im Januar 2022 innerhalb der indonesischen Liga zu Bhayangkara FC. Im Sommer 2022 wechselte er zurück in sein Heimatland und spielt seit dem für AFC Amsterdam, die aktuell in der 3. niederländischen Liga spielen.

## Erfolge
FC Volendam
- Niederländischer Zweitligameister 2007/08

Hansa Rostock
- Landespokalsieger Mecklenburg-Vorpommern: 2015/16

Bali United
- Indonesischer Meister: 2019